# Юманлихи
Юманли́хи (рос. Юманлыхи, чув. Юманлăх) — село у Чувашії Російської Федерації, у складі Єфремкасинського сільського поселення Аліковського району.
Населення — 159 осіб (2010; 194 в 2002, 273 в 1979, 330 в 1939, 341 в 1926, 252 в 1897, 176 в 1858).
Національний склад (на 2002 рік):
- чуваші — 99 %

## Історія
Історична назва — Юмали. Засновано 19 століття як околоток присілку Куганар. До 1866 року селяни мали статус державних, займались землеробством, тваринництвом, бондарством, ковальством, слюсарством, виробництвом коліс. Діяв храм Святих Захарія та Єлисавети (1901–1935). 1905 року відкрито церковнопарафіяльну школу. 1930 року створено колгосп «Юманлих». До 1927 року село входило до складу Асакасинської волості Ядринського повіту, з переходом на райони 1927 року — спочатку у складі Аліковського, у період 1962–1965 років — у складі Вурнарського, після чого знову передане до складу Аліковського району.

## Господарство
У селі діють клуб та магазин.